# Ammothella pacifica
Ammothella pacifica är en havsspindelart som beskrevs av Hilton, W.A. 1942. Ammothella pacifica ingår i släktet Ammothella och familjen Ammotheidae. Inga underarter finns listade i Catalogue of Life.